# Pelicans de La Nouvelle-Orléans
Ne doit pas être confondu avec Pelicans de La Nouvelle-Orléans (baseball).
Maillots
Actualités
Les Pelicans de La Nouvelle-Orléans (en anglais : New Orleans Pelicans, « les Pélicans de La Nouvelle-Orléans ») sont une franchise de basket-ball de la National Basketball Association basée à La Nouvelle-Orléans, en Louisiane. C'est la deuxième franchise en Louisiane après le Jazz de La Nouvelle-Orléans (1974-1979). Les Pelicans concourent dans la NBA en tant que membre de la division Sud-Ouest au sein de la conférence Ouest de la ligue. L’équipe joue ses matchs à domicile au Smoothie King Center.
Historiquement, les Pélicans ont été établis sous le nom de Hornets de La Nouvelle-Orléans durant la saison 2002-2003, lorsque le propriétaire des Hornets de Charlotte, George Shinn, a déménagé la franchise à La Nouvelle-Orléans. En raison des dommages causés par l’ouragan Katrina en 2005, la franchise a temporairement déménagé à Oklahoma City, où elle a passé deux saisons officiellement connues sous le nom de Hornets de La Nouvelle-Orléans/Oklahoma City. L’équipe est retournée à La Nouvelle-Orléans à temps plein pour la saison 2007-2008. Le 24 janvier 2013, la franchise a annoncé qu’elle allait se renommer Pelicans à compter de la fin de la saison 2012-2013. Le nom, l’histoire et les statistiques des Hornets de Charlotte de 1988 à 2002 ont été retournés à leur ville d’origine pour être utilisés par la franchise des Bobcats de Charlotte de l’époque, qui est redevenue par la suite les Hornets de Charlotte, à compter du 20 mai 2014.
En 16 saisons depuis que la franchise originale a déménagé de la Caroline du Nord, la franchise de la Louisiane s’est qualifiée pour les playoffs NBA à sept reprises. Ils comptent également un titre de division.

## Historique de la franchise

### De Charlotte à La Nouvelle-Orléans
L'équipe commence à jouer sous le nom de Hornets de Charlotte durant la saison 1988-1989 en Caroline du Nord, où elle évolue pendant 14 ans. Elle déménage ensuite à La Nouvelle-Orléans à partir de la saison 2002-2003. En 2013, la franchise adopte le nom du pélican (sans accent en anglais), animal emblème de l'état de Louisiane, faute de pouvoir reprendre celui de la franchise historique de la ville, le Jazz, partis en 1979 à Salt Lake City en Utah.
Entre 2002 et 2013, la franchise a pu conserver le palmarès et le nom des Hornets (en français les frelons). Néanmoins, à la suite du changement de nom en 2013 de l'équipe, le palmarès de la franchise entre 1988 et 2002, revient à la ville de Charlotte, en Caroline du Nord, qui s'empresse de le transférer aux Bobcats de Charlotte qui deviennent à leur tour les Hornets. Michael Jordan président de la franchise des Bobcats de Charlotte (créé en 2004 soit deux ans après le départ des Hornets vers La Nouvelle-Orléans,) annonce en mai 2013 qu'après avoir reçu l'accord de l'ensemble des équipes de la NBA, les Bobcats de Charlotte, deviendront les Hornets de Charlotte à compter de la saison 2014-2015. De facto, et comme stipulé dans le contrat de vente de la franchise en 2002 pour son départ à La Nouvelle-Orléans, le palmarès de la franchise entre 1988 et 2002, revient à la ville de Charlotte et à ses Hornets. Conséquence, la franchise de La Nouvelle-Orléans devient une équipe d'expansion dont la naissance remonte à 2002.

### 2002-2005: Les débuts à La Nouvelle-Orléans
Les Hornets ont ouvert leur saison inaugurale à La Nouvelle-Orléans le 30 octobre 2002, contre l'ancienne franchise NBA de La Nouvelle-Orléans, le Jazz de l'Utah. Dans le premier match de la saison régulière à La Nouvelle-Orléans, les Hornets ont défait le Jazz 100-75 et ont retiré à titre posthume le numéro 7 de « Pistol » Pete Maravich à la mi-temps. Les Hornets ont terminé leur première saison avec un bilan de 47-35, mais ont été défaits par les 76ers de Philadelphie lors du premier tour des playoffs 2003. Après la saison, l’équipe a congédié de façon inattendue l’entraîneur Paul Silas et l’a remplacé par Tim Floyd.
Les Hornets ont amorcé la saison 2003-2004 en force avec un départ de 17-7, mais se sont essoufflés à la fin et ont terminé à 41-41. Ils ont perdu contre le Heat de Miami lors du premier tour des playoffs 2004. Après la saison, Floyd a été congédié et l’équipe a embauché Byron Scott comme nouvel entraîneur.

À l'occasion du réalignement des équipes NBA pour la saison 2004-2005, les Hornets passent de la Conférence Est à la Conférence Ouest, réputée plus compétitive, pour laisser la place à la nouvelle équipe NBA des Bobcats de Charlotte. Les blessures de Mashburn, Magloire et Davis enfoncent complètement l'équipe qui dans le premier tiers de la saison court vers le pire bilan de l'histoire de la ligue. Malgré le transfert de Baron Davis, désireux de partir, aux Warriors de Golden State (contre Dale Davis qui est laissé libre, et Speedy Claxton), l'équipe se ressaisit, grâce à l'émergence du meneur Dan Dickau et de l'arrière rookie J. R. Smith. Les Hornets terminent la saison sur un bilan de 18 victoires pour 64 défaites, à égalité avec la nouvelle franchise des Bobcats de Charlotte. Cette saison reste néanmoins la pire dans l'histoire du club.

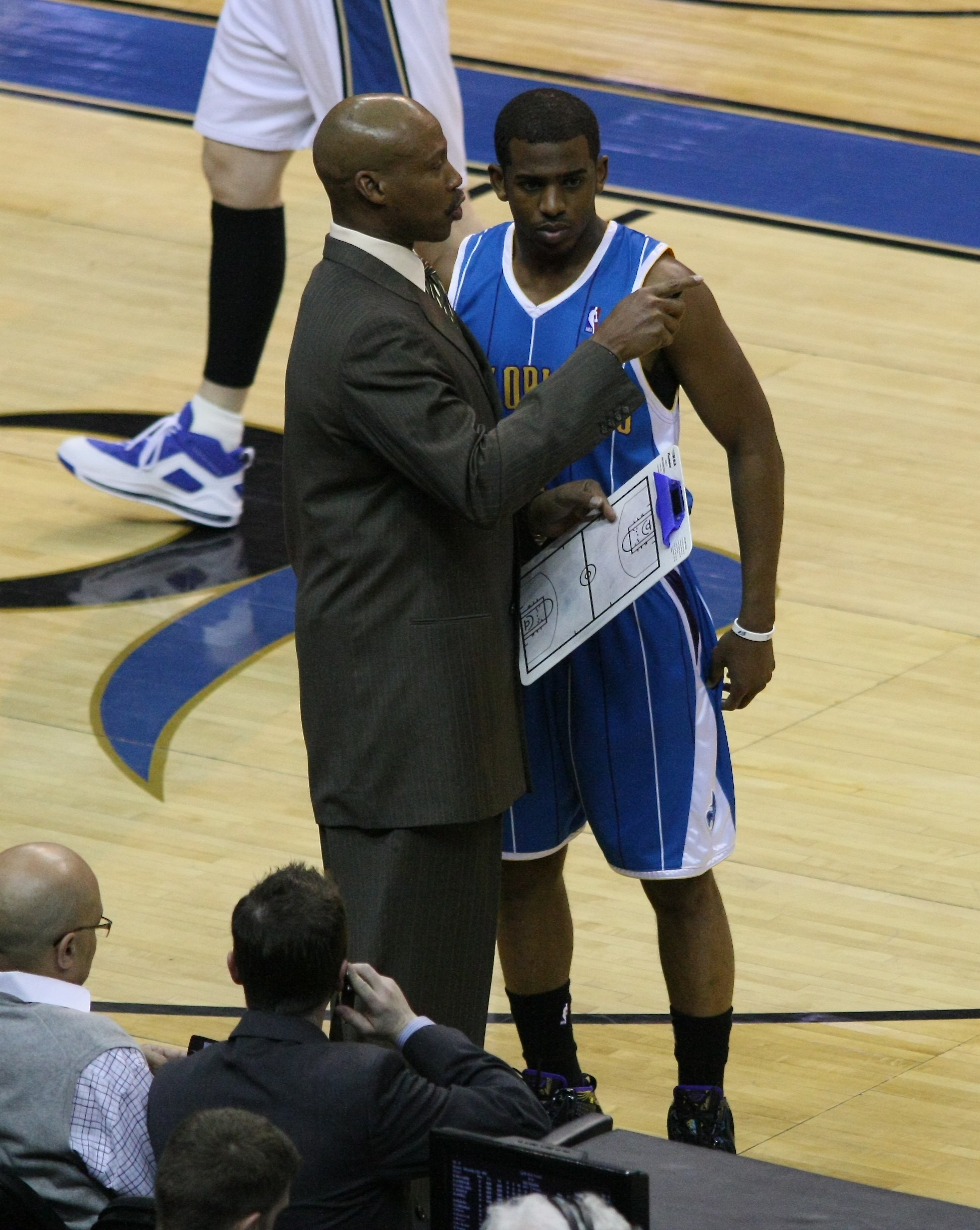
Byron Scott et Chris Paul

### 2005-2011: L'ère Chris Paul
Durant l'été 2005, les Hornets, comme toute la ville de La Nouvelle-Orléans, ne sont pas épargnés par l'ouragan Katrina et ne peuvent pas remettre les pieds en ville avant la décrue. Ils sont dès lors contraints de jouer leurs matchs à domicile plus au Nord, au Ford Center d'Oklahoma City. De ce fait la franchise est renommée Hornets de La Nouvelle-Orléans/Oklahoma City.
Lors de la draft 2005, les Hornets ont utilisé leur 4e choix pour sélectionner Chris Paul, un jeune meneur de 1,83 m. Les Hornets refont une bonne saison 2005-2006. Mais après le break du NBA All-Star Game 2006 ils s'effondrent et perdent énormément de matchs. Les Hornets ne se qualifient pas pour les playoffs et finissent la saison NBA avec un bilan de 38 victoires pour 44 défaites. Chris Paul est nommé Rookie de l'année.
La saison 2006-2007 se termine avec un bilan de 39-43, une nouvelle fois hors des playoffs. Un an après le retour des Hornets à La Nouvelle-Orléans, les SuperSonics de Seattle déménagent à Oklahoma City et deviennent le Thunder d'Oklahoma City.

#### Chris Paul et David West, duo de All-Star

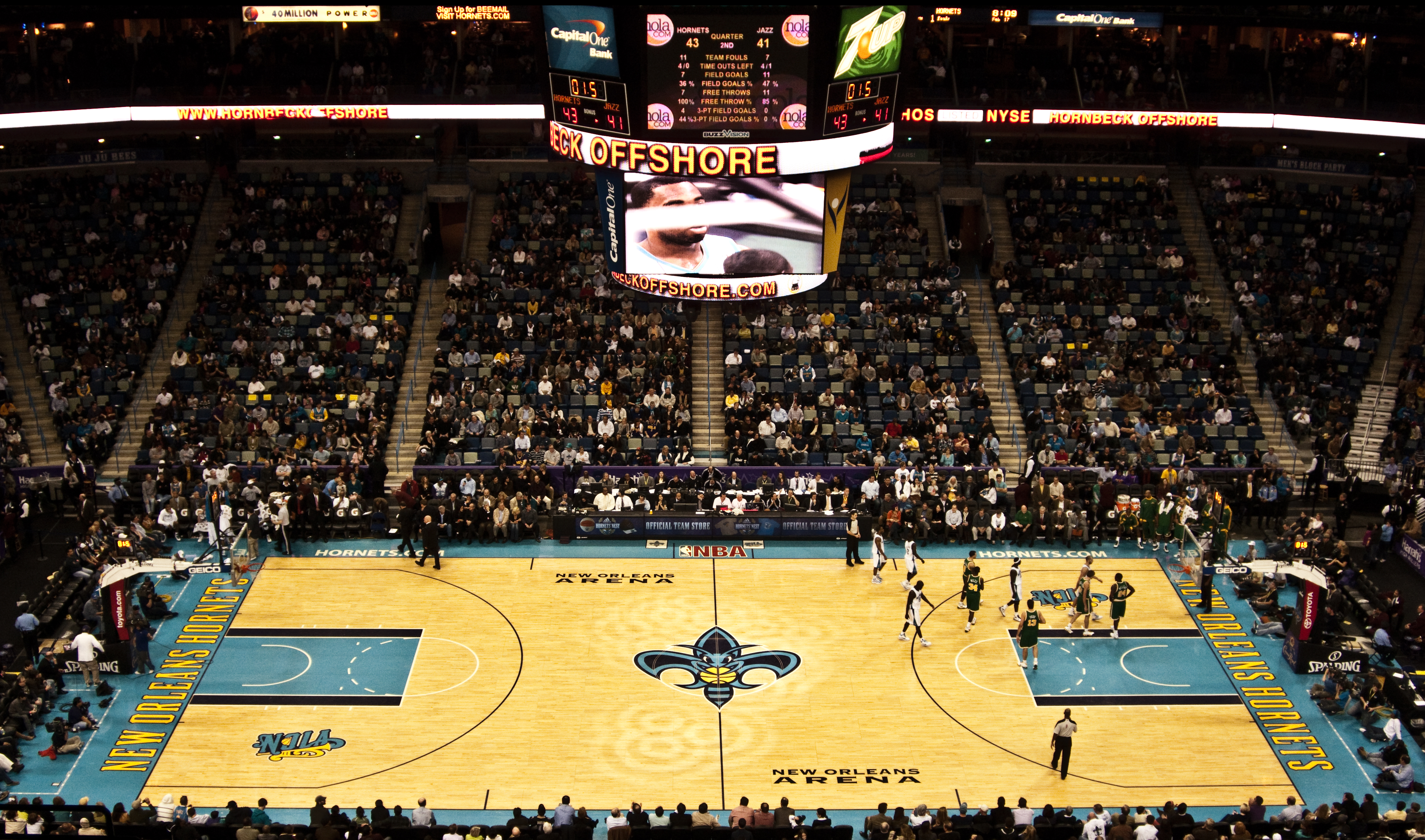
New Orleans Arena

La franchise Hornets est retournée à La Nouvelle-Orléans, ils sont accueillis à la New Orleans Arena pour la saison 2007-2008. Le All-Star Game 2008 et les festivités qui l’accompagnent ont été attribués à La Nouvelle-Orléans et une campagne de marketing sérieuse a été lancée en février 2007. En meilleure santé que les saisons précédentes, les Hornets ont ouvert la saison 2008-2009 avec un bilan de 29-12 à mi-saison, terminant la saison régulière avec un bilan de 56-26, ce qui en fait leur saison la plus réussie de tous les temps. Les Hornets ont également remporté leur premier titre de division. La franchise, emmenée par Chris Paul et David West, se qualifie pour les playoffs. Après avoir être arrivé 2e au classement général de la conférence Ouest juste derrière les Lakers de Los Angeles, les Hornets ont battu les Mavericks de Dallas au premier tour, mais ont ensuite perdu contre le champion en titre, les Spurs de San Antonio en sept matchs en demi-finale de la conférence.
En août 2008, les Hornets ont dévoilé un nouveau logo et de nouveaux uniformes aux couleurs bleu créole, violet et or mardi gras. Des rayures ont également été ajoutées aux uniformes.
Les joueurs clés de l'effectif sont conservés pour la saison 2008-2009. Par ailleurs, James Posey, agent libre des Celtics de Boston, est engagé tandis que le remplaçant Jannero Pargo part pour la Superligue de Russie. Avant la draft 2008, les Hornets doivent céder le vingt-septième choix de la draft aux Trail Blazers de Portland, pour des considérations financières.
En décembre 2008, les Hornets renforcent le poste d'arrière en acquérant Antonio Daniels dans un échange à trois équipes, abandonnant Mike James et un futur choix de second tour de draft. Tyson Chandler est envoyé à Oklahoma City en échange de Joe Smith, Chris Wilcox et DeVon Hardin mais l'échange est annulé, la santé de Chandler n'étant pas jugée satisfaisante.
Pour la deuxième année consécutive, les Hornets sont représentés par deux joueurs au NBA All-Star Game : Chris Paul (élu dans le cinq de départ par les fans) et David West (sélectionné comme remplaçant par les entraîneurs NBA).
Tyson Chandler et Peja Stojaković se blessent, et les Hornets finissent la saison à 49-33, ce qui leur permet d'obtenir la quatrième et avant-dernière place de la Division Sud-Ouest, et la septième place de la Conférence Ouest.
Face aux Nuggets de Denver pour le premier tour des playoffs, les Hornets perdant les deux premiers matchs de la série à Denver. Après un retour à 2-1, ils concèdent, lors du match 4, 58 points d'avance à leurs adversaires (121-63). Ils affichent des taux de réussite de 31,5 % au tir et 13,3 % à trois points. Les Hornets sont éliminés des playoffs 2009 lors du match 5.
Les Hornets recrutent Darren Collison et Marcus Thornton (en provenance de Miami) lors de la Draft 2009 de la NBA. Byron Scott est renvoyé et est remplacé jusqu'à la fin de la saison par le manager général Jeff Bower. Chris Paul se blesse et est absent pendant 37 matchs. L'équipe termine avec un bilan de 37 victoires pour 45 défaites, insuffisant pour participer aux playoffs.
À la fin de la saison régulière, Jeff Bower démissionne de sa position d'entraîneur mais garde son poste de général manager de l'équipe. Le 8 juin 2010, Monty Williams, qui était alors assistant-entraîneur aux Trail Blazers de Portland, est engagé en tant qu'entraîneur des Hornets pour une durée de 3 ans.
Lors de la saison 2010-2011, au All Star Game à Los Angeles le 20 février, l'équipe est représentée par Chris Paul qui mène le cinq majeur de l'Ouest.
Le 6 décembre, la NBA annonce son intention de racheter la franchise à George Shinn, fait inédit dans l'histoire de la ligue. L'affaire est réglée le 20 décembre.

Le 24 mars, David West se blesse au genou, ce qui le prive du reste de la saison. Son nouveau remplaçant Carl Landry, arrivé des Kings de Sacramento en février en échange de Marcus Thornton, le supplée au pied levé en alignant alors des performances similaires.

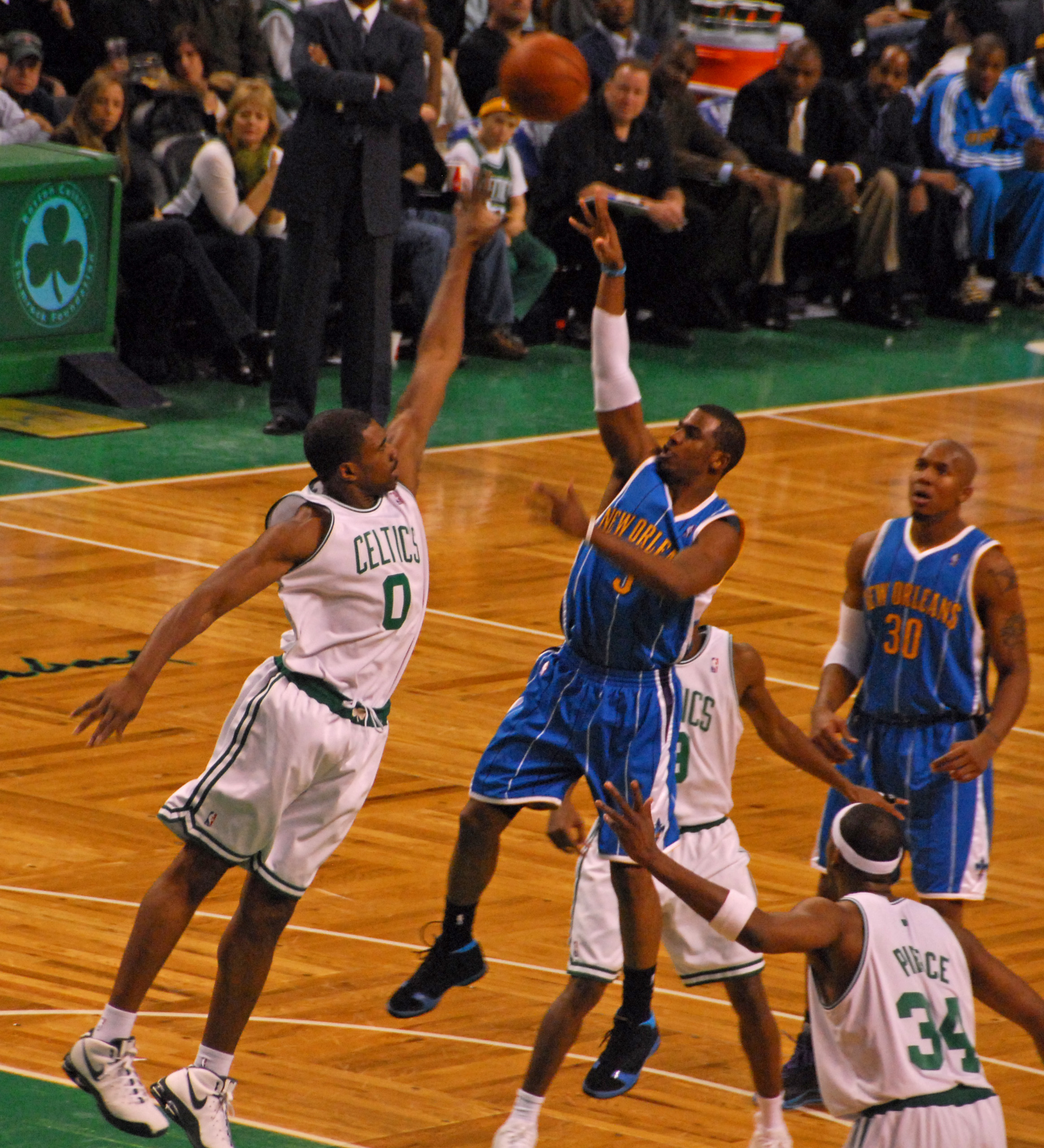
Chris Paul s'élance sous les yeux de David West

Les Hornets terminent la saison régulière sur un bilan de 46 victoires pour 36 défaites. Ils finissent à la septième position à l'Ouest (troisième de la Division Sud-Ouest), à égalité avec les Grizzlies de Memphis, mais les devançant grâce à un meilleur bilan de division. La franchise des Hornets obtient ainsi sa qualification pour les playoffs où son adversaire du premier tour est la franchise des Lakers de Los Angeles, double tenants du titre. Lors de cette série, ils remportent la première rencontre, disputée au Staples Center de Los Angeles, sur le score de 109 à 100. Après deux victoires consécutives des Lakers, les Hornets égalisent dans la série en l'emportant à la New Orleans Arena sur le score de 93 à 88, grâce notamment à Chris Paul, auteur d'un triple-double avec 27 points, 15 passes, 13 rebonds. Les Lakers gagnent finalement la série sur le score de 4 victoires à 2 en battant les joueurs de La Nouvelle-Orléans 106-90 puis 98-80, notamment en profitant du manque de solidité des intérieurs.
Ainsi, comme lors de la saison régulière, les Hornets se montrèrent incapable d'aligner plusieurs bonnes performances à la suite. Cependant, peu de pronostiqueurs auraient parié sur plus d'une victoire des Hornets dans cette série.
Durant cette saison, beaucoup de rumeurs font état d'un démantèlement possible de la franchise, depuis son rachat par la ligue et les déclarations de David Stern du début de saison concernant la suppression de franchises.
D'autres voix prédisent un déménagement rapide des Hornets,. Cette hypothèse s'est affirmée tout au long du mois de janvier, après que les autorités de la ville eurent pressées les fans de remplir l'Arena afin de garantir l'allongement du bail liant la franchise à la ville. Les fans répondront présents, non seulement à cette période mais jusqu'à la fin de la saison.
Après 8 ans passés dans la franchise, le double All-Star et second meilleur marqueur de l'histoire de la franchise, David West quitte l'équipe le 11 décembre, pour rejoindre les Pacers de l'Indiana.

#### Départ de Chris Paul
Avant la saison 2011-2012, les Hornets envisageaient un transfert pour Chris Paul et a demandé un échange avec les Knicks de New York. Les Hornets considéraient de nombreuses équipes, y compris les Celtics de Boston et les Warriors de Golden State comme des partenaires commerciaux, mais Paul avait clairement indiqué qu’il voulait être échangé à New York ou aux Lakers de Los Angeles. Un échange à trois équipes impliquant les Lakers et les Rockets de Houston a été convenu, mais le commissaire David Stern a opposé son veto à l'échange. Le 14 décembre 2011, les Hornets ont conclu une entente avec les Clippers de Los Angeles qui enverrait Paul à Los Angeles en échange d’Eric Gordon, Chris Kaman et Al-Farouq Aminu.
Dès le début de la saison, fin décembre pour cause de lock-out, la réorganisation de l'équipe autour d'Eric Gordon est stoppée net par sa blessure au genou, après seulement deux matchs.
Pour endiguer la spirale de défaites qui suivent, Monty Williams fait confiance aux jeunes : il titularise Greivis Vásquez (arrivé des Grizzlies en échange de Quincy Pondexter) et Gustavo Ayón qui malgré leur inexpérience apportent une motivation dont l'équipe avait besoin.
Le choix du pivot titulaire se faisant désormais entre deux joueurs All Star (Emeka Okafor et Kaman), Williams tente différentes tactiques. Il titularise Okafor au début de saison, puis Kaman, puis les associe sans plus de succès. Ce dernier est alors mis sur la liste des joueurs transférables. Cependant, la blessure de l'ancien joueur des Bobcats favorise sa réintégration et l'équipe retrouve un élan offensif.
Le vendredi 13 avril, Tom Benson, le propriétaire de l'équipe de football américain des Saints de La Nouvelle-Orléans, rachète les Hornets pour 338 millions de dollars, liant ainsi pour plusieurs années la franchise à la ville. Cette ambition est renforcée par sa volonté de changer le nom de « Hornets » pour une appellation plus typique de la capitale de la Louisiane.
Malgré une meilleure deuxième partie de saison les Hornets terminent à la dernière place de la Conférence Ouest avec un bilan de 21 victoires pour 45 défaites (le lock-out raccourcissant la saison de 82 à 66 matchs).
À l'issue de la saison, les Hornets récupèrent le premier choix de la draft 2012, malgré un pourcentage de chance plus faible que les Bobcats ou les Wizards. Ils choisissent Anthony Davis en premier lieu, puis sélectionnent l'arrière Austin Rivers au dixième rang et l'ailier Darius Miller en quarante-sixième position du premier tour.
Lors de la période des transferts, ils parviennent à conserver Eric Gordon, alors agent libre restrictif, en s'alignant sur une offre des Suns de Phoenix, puis acquièrent Ryan Anderson, MIP de la dernière saison, en échange de Gustavo Ayón qui est envoyé au Magic d'Orlando. Les arrivées du pivot Robin Lopez et de l'ailier Hakim Warrick en provenance de Phoenix viennent compléter un effectif largement remanié durant l'été pour un renouveau de la franchise.

### 2012-2019: L'ère Anthony Davis

#### 2012-2015: Début de reconstruction

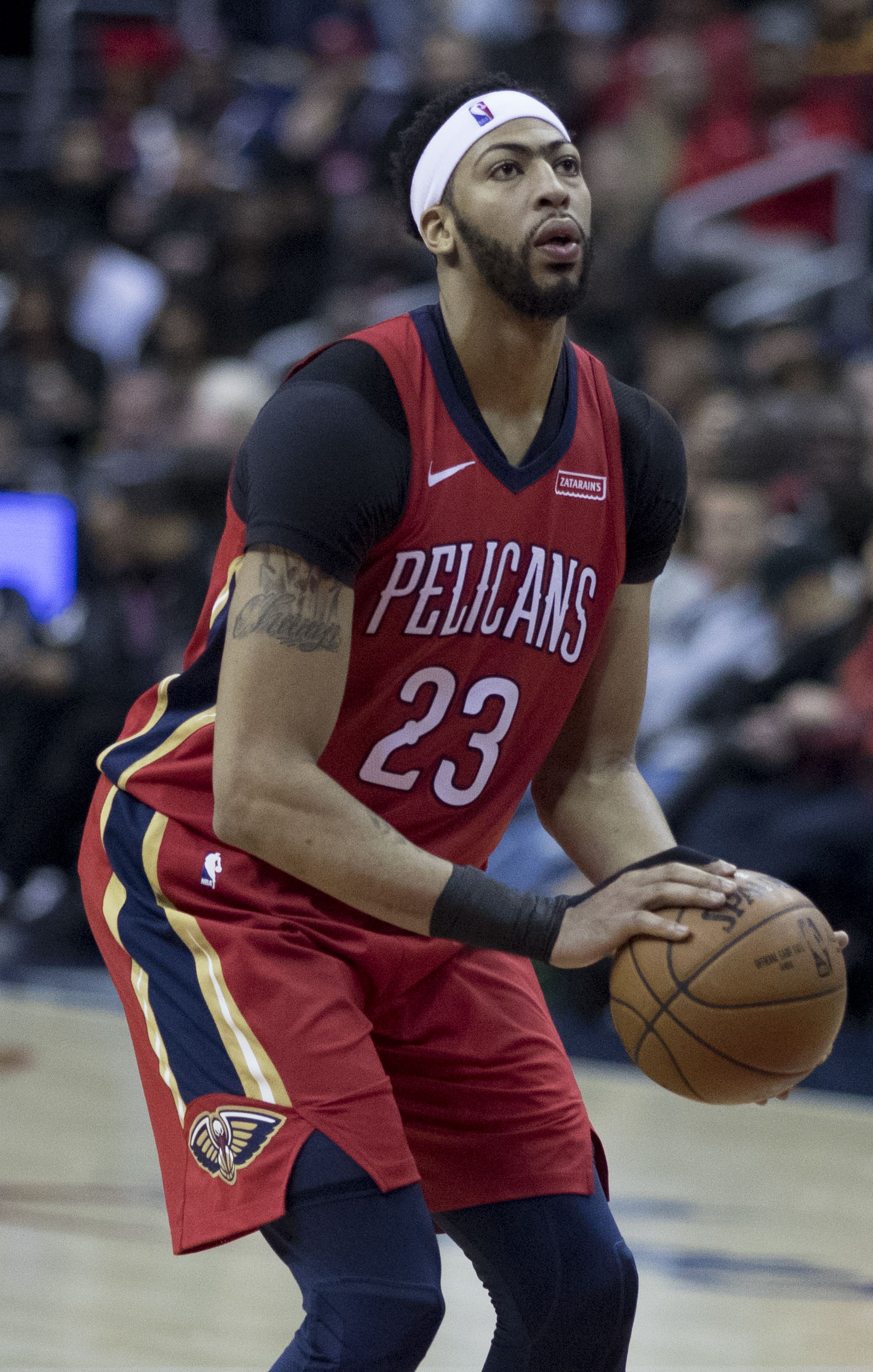
Anthony Davis

S'appuyant donc sur leur nouveau champion olympique Anthony Davis et sur une équipe très jeune (deuxième équipe la plus jeune avec 23,7 ans de moyenne derrière Houston), les Hornets démarrent péniblement leur reconstruction. La blessure d'Eric Gordon le tient éloigné des parquets et c'est Ryan Anderson qui prend les commandes de l'attaque de l'équipe, épaulé par un Davis qui confirme toutes les attentes placées en lui en s'affichant comme un nouveau Tim Duncan. Cependant, après juste six matchs disputés une entorse à la cheville le tient éloigné des parquets, et les Hornets enchainent alors défaite sur défaite.
Le changement de nom de l'équipe revient sur le devant de la scène lorsque la femme du propriétaire Tom Benson réitère cette volonté ainsi qu'un changement des couleurs de l'équipe en rouge, or et bleu marine. Michael Jordan, propriétaire des Bobcats de Charlotte, montre quant à lui son intérêt à un retour du nom en Caroline du Nord...
Tom Benson étant propriétaire du nom « New Orleans Pelicans », les soupçons se portent désormais sur cette appellation dédiée à l'animal emblème de la Louisiane. Il a été auparavant porté par une équipe de ligue mineure de baseball de 1887 à 1959 et en 1977. Ce changement pourrait prendre effet dès l'année suivante.
D'autres surnoms sont aussi considérés, tels que Krewe (chariot sur lequel une organisation parade dans la ville à l'occasion du Carnaval) ou Brass (section instrumentale des cuivres, la ville étant mondialement reconnue pour l'influence de sa musique).
Les réactions au surnom Pelicans sont globalement mauvaises, même en Louisiane,,, mais aucune confirmation n'est apportée par la franchise ; la Ligue se dit confiante dans le choix que fera Tom Benson.
Le retour de blessure d'Eric Gordon fin décembre coïncide avec une période d'embellie des Hornets. Celui-ci revient d'emblée au niveau qui était le sien ; Greivis Vásquez s'affirme au poste de meneur en occupant désormais le top 3 des meilleurs passeurs de la ligue avec plus de neuf passes par match. Quant à Anthony Davis, son apport dans le jeu se réduit, et les pronostiqueurs parient désormais sur le meneur des Blazers, Damian Lillard, dans la lutte pour le trophée du meilleur débutant.
Le 24 janvier 2013, la franchise confirme que l'équipe sera renommée les « Pelicans de La Nouvelle-Orléans » (New Orleans Pelicans) à compter de la saison 2013-2014.
Lors du All Star Week-end, l'équipe est représentée par Anthony Davis, titulaire lors du Rising Stars Challenge, le match des meilleurs débutants (11 points, 9 rebonds, 2 contres) ; par Ryan Anderson lors du concours de tirs à trois points (éliminé au premier tour en terminant second à l'Ouest derrière Matt Bonner des San Antonio Spurs).

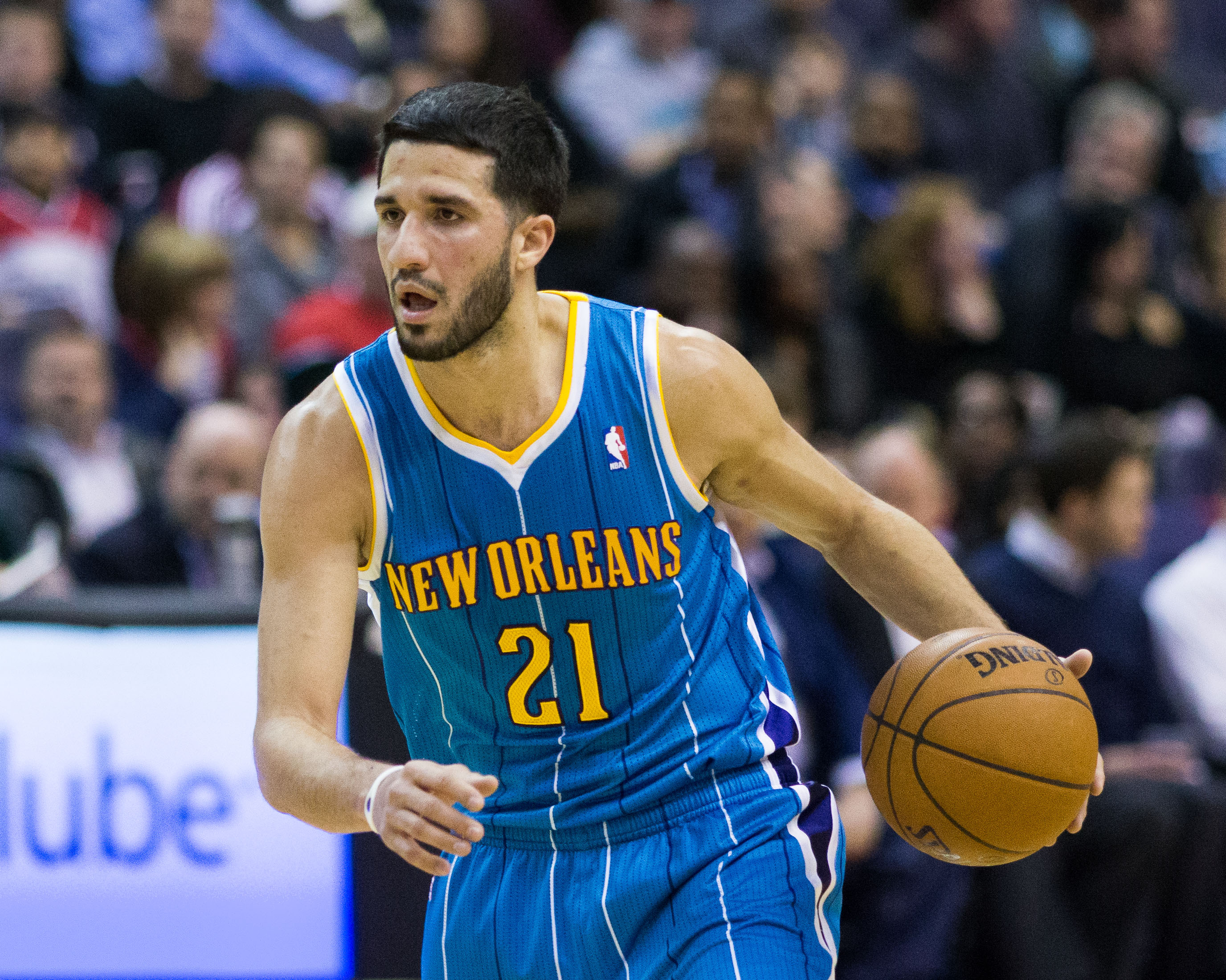
Greivis Vásquez

Lors des mois qui suivent l'équipe se morfond en fin de peloton de la Conférence Ouest. Son manque d'expérience et de cohésion se concrétise particulièrement lors de la défaite du 6 mars contre les Lakers de Los Angeles, l'équipe californienne remontant un déficit de 25 points avec notamment un 20-0 lors des six dernières minutes de jeu. Le 25 mars cependant les Hornets mettent fin à l'impressionnante série de victoires consécutives des Denver Nuggets, sans Greivis Vàsquez ni Eric Gordon, remplacés au pied levé par les rookies Brian Roberts (18 passes) et Darius Miller.
Les Hornets finissent la saison à l'avant-dernière place de la conférence Ouest en présentant un bilan de 27 victoires pour 55 défaites. Individuellement, cette saison est celle de l'avènement de Greivis Vàsquez qui finit troisième meilleur passeur de la ligue (9,0 passes décisives de moyenne derrière Rajon Rondo et Chris Paul) et deuxième dans la course au titre de Most Improved Player (joueur ayant le plus progressé) ; de la confirmation Anthony Davis, intérieur longiligne et rapide que beaucoup comparent à Tim Duncan ou à Kevin Garnett,.

##### Changement d'identité en 2013: Les Pelicans
Le 18 avril 2013, la franchise est renommée officiellement les Pelicans de La Nouvelle-Orléans. Le 20 mai, Michael Jordan, propriétaire des Bobcats de Charlotte, officialise le retour du nom Hornets en Caroline du Nord à compter de la saison 2014-2015, de plus il est annoncé que le palmarès de la franchise compris entre 1988 et 2002, reviendrait à la franchise de la ville de Charlotte. Dès lors, les Pelicans de La Nouvelle-Orléans deviennent une franchise d'expansion, dont la naissance remonte à 2002, lors de la délocalisation de la franchise à La Nouvelle-Orléans.
L'été 2013 est synonyme d'un large remaniement de l'effectif, toujours en concordance avec les ambitions nouvelles apportées par Tom Benson. Après avoir renoncé à leurs droits sur Roger Mason, Xavier Henry, Lance Thomas et Lou Amundson, les Pelicans enregistrent les arrivées du meneur all-star Jrue Holiday et de Tyreke Evans, rookie de l'année 2010. En contrepartie, Greivis Vásquez est transféré aux Kings de Sacramento, Robin Lopez à Portland, et le pivot rookie Nerlens Noel, choisi en sixième position de la Draft 2013 de la NBA, part à Philadelphie. Les pivots Greg Stiemsma (agent libre) et Jeff Withey (inclus dans l'échange concernant de Lopez) viennent s'ajouter à l'effectif afin de combler les faiblesses de la franchise à ce poste, tandis que l'arrière Anthony Morrow (agent libre) signe dans l'espoir de relancer sa carrière.
Les Pelicans abordent donc la saison 2013-2014 avec un effectif jeune (24 ans de moyenne d'âge) et prometteur, ce qui décide finalement Eric Gordon à rester en Louisiane. Les ambitions de l'équipe sont revues à la hausse, mais la franchise n'atteindra pas les playoffs, finissant avec un bilan de 34-48.

#### 2015: Retour en playoffs

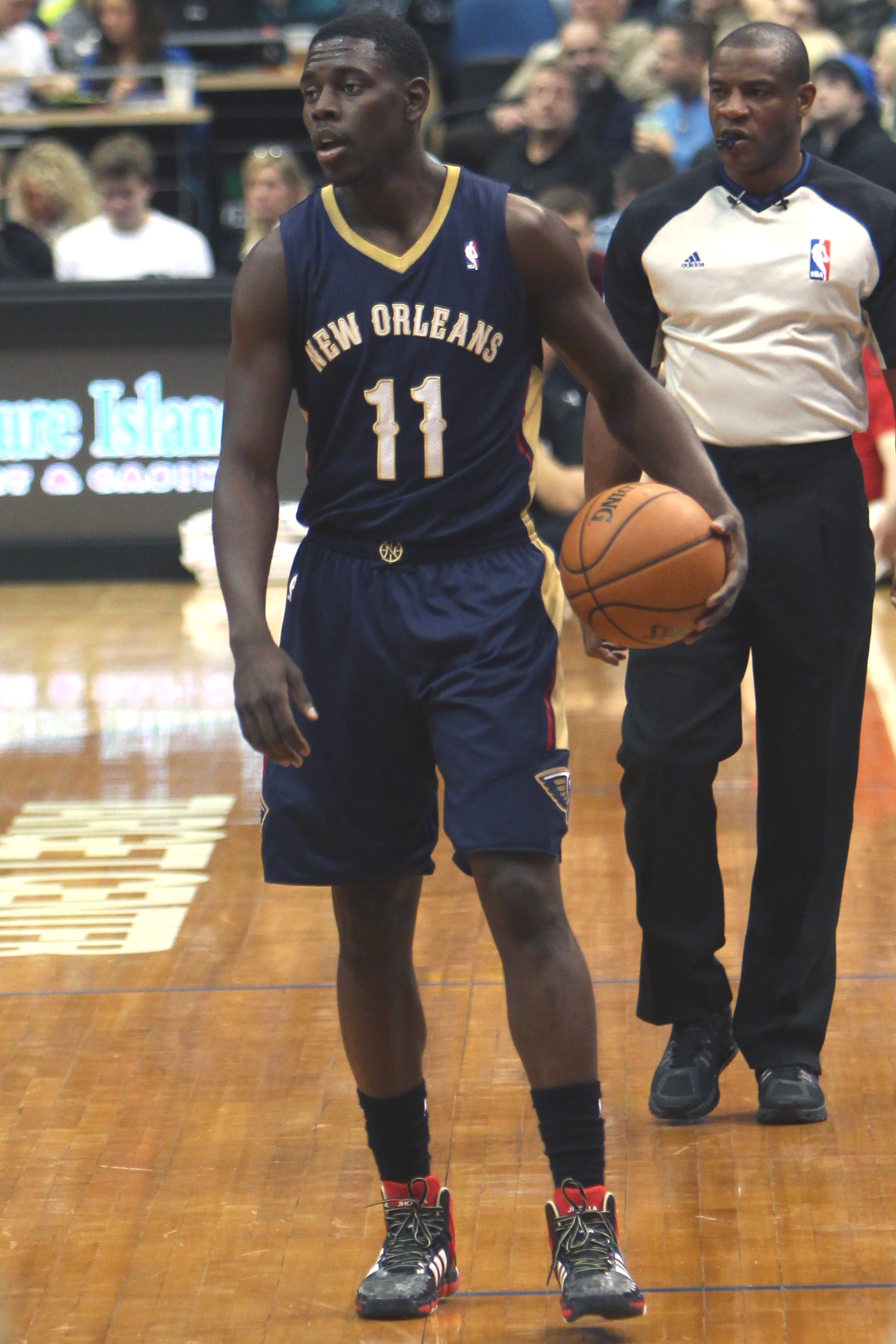
Jrue Holiday

New Orleans vise tout de suite les playoffs pour cette saison attendue comme celle du renouveau depuis le départ de Chris Paul. Les Pelicans obtiennent leur qualification pour les playoffs lors de la dernière journée de saison régulière et se classent 8e de la conférence Ouest, menés par un très bon Anthony Davis.
Ils sont néanmoins éliminés dès le premier tour par les Warriors de Golden State sur le score de 4 à 0.
Le nouvel entraîneur, Alvin Gentry, obtient des résultats insuffisants pendant la saison 2015-2016, et n'arrive pas à mener son équipe de La Nouvelle-Orléans aux playoffs. Anthony Davis, la star de l'équipe, a lui toujours de très bonnes statistiques avec 24,3 points et 10,3 rebonds de moyenne par match, mais il est éloigné des parquets à partir de mi-mars 2016 afin de soigner diverses petites blessures. Lors de la draft 2016, ils sélectionnent Buddy Hield avec le 6e choix.

#### 2017-2018: Duo Anthony Davis et DeMarcus Cousins
Au cours de la saison 2016-2017, le 20 février 2017, les Pelicans récupèrent la superstar DeMarcus Cousins lors d'un échange avec les Kings de Sacramento, envoyant le jeune Buddy Hield, Tyreke Evans et Langston Galloway aux Kings. Avec Anthony Davis et DeMarcus Cousins, La Nouvelle-Orléans possédait deux des meilleurs intérieurs de la Ligue. Néanmoins, l'équipe n'accède pas aux playoffs.
Lors de la saison 2017-2018, l'équipe réalise une très belle saison, emmenée par son duo d'intérieur, dont DeMarcus Cousins évoluant à un excellent niveau. Néanmoins, il se rompt le tendon d'Achille le 26 janvier 2018 face aux Rockets de Houston. L'équipe accède tout de même aux playoffs mais diminuée en raison de l'absence de leur pivot. Ils passeront le premier tour en balayant les Trail Blazers de Portland mais s'inclineront face aux Warriors de Golden State, futurs champions NBA. DeMarcus quitte La Nouvelle-Orléans en juillet 2018 pour rejoindre les tenants du titre à Golden State.

#### 2018-2019: Fin de l'ère Anthony Davis
En janvier 2019, Davis a exigé un transfert de la franchise et a été condamné à une amende pour avoir annoncé publiquement sa demande. Le 14 mai 2019, les Pelicans ont reçu le 1er choix de draft à la loterie de la draft 2019, malgré 6% de chance de gagner. Le 15 juin 2019, les Pelicans ont accepté d’échanger Anthony Davis contre les Lakers de Los Angeles. En retour, les Lakers ont accepté d’envoyer Lonzo Ball, Brandon Ingram, Josh Hart et trois tours de draft, y compris le 4e choix de la draft 2019, aux Pelicans. Les Pélicans ont par la suite accepté d’échanger les droits quatrième choix contre les Hawks d'Atlanta, recevant les droits du huitième choix, 17e et 35e choix. Le commerce à trois s’est terminé le 6 juillet 2019, marquant la fin d’une ère pour les Pelicans.

### Depuis 2019: Reconstruction sous l'impulsion de Zion Williamson
Le 20 juin 2019, les Pélicans ont sélectionné Zion Williamson avec le 1er choix de la draft 2019. L’équipe a également repêché Alen Smailagić et Jordan Bone, qui ont tous deux été immédiatement échangés. Les Pelicans ont ensuite reçu Jaxson Hayes, Nickeil Alexander-Walker et Marcos Louzada Silva des Hawks d'Atlanta. Toutefois, les Pelicans ont commencé la saison 2019-2020 sans Williamson, car il a subi une intervention chirurgicale au genou à la suite d’une blessure survenue au cours de la pré-saison. Il a fait ses débuts le 22 janvier 2020, marquant 22 points en 18 minutes de jeu.

## Couleurs et symboles

### Mascotte

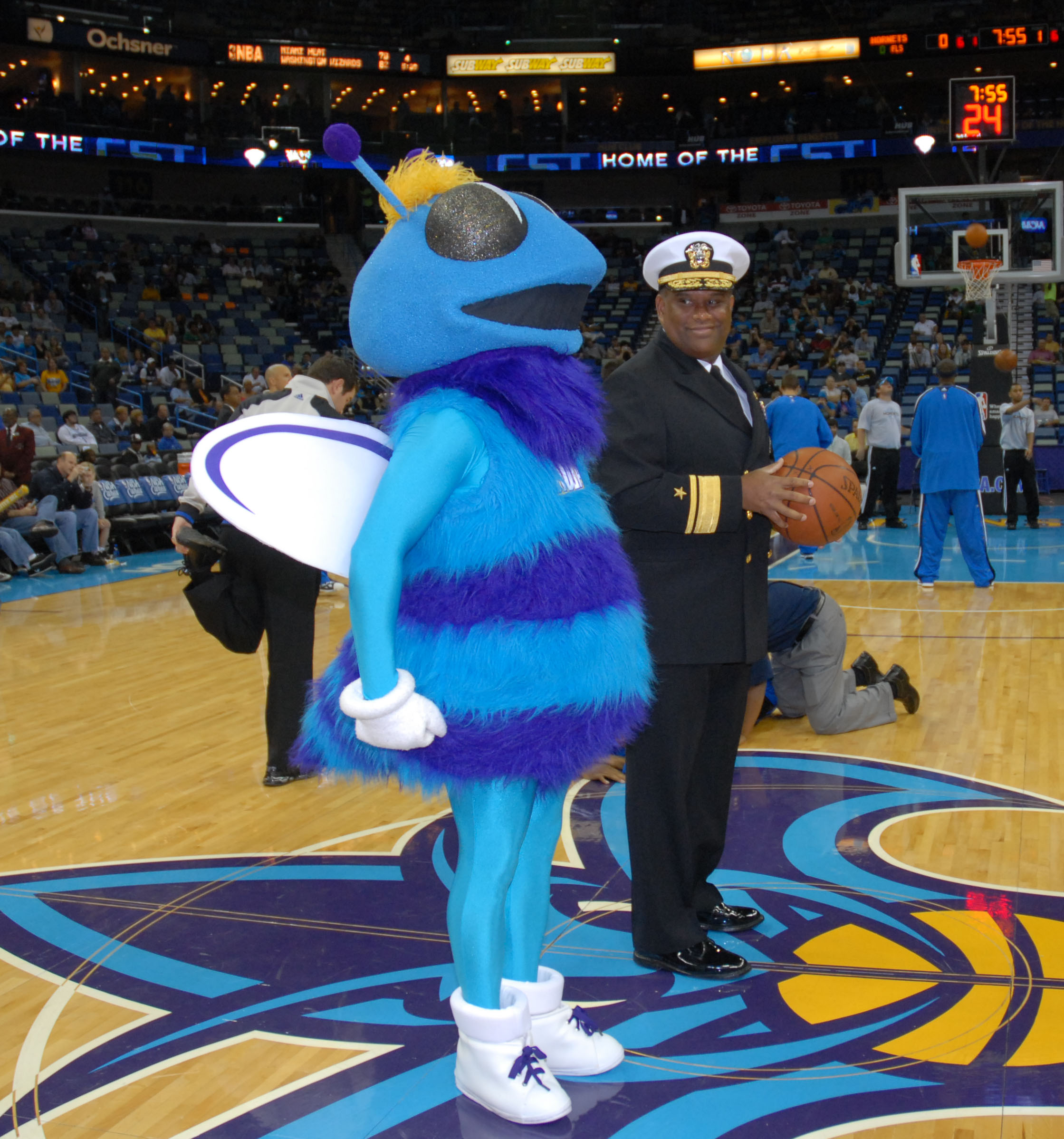
Hugo the Hornet

#### Hugo the Hornet (1988-2013)
Hugo the Hornet est la mascotte historique de la franchise de sa création jusqu'à son changement d'identité en 2013. Son nom est le fruit d'un sondage auprès de 6000 fans. En 1989 il est question que ce nom change, à la suite de l'Ouragan Hugo qui dévaste la Caroline du Nord et la côte Sud-Est des États-Unis.
Hugo est la première mascotte de NBA à avoir des variantes : Super Hugo puis Air Hugo. Le premier, sa version athlétique, anime les mi-temps par ses dunks et est nommé 3 fois vainqueur du NBA Mascot Slam Dunk Championship. Le second, déguisement gonflable haut d'environ 2,50 m, est utilisé pour distraire les joueurs adverses (et surprendre les fans aux abords du Charlotte Coliseum et de la New Orleans Arena),.

#### Pierre le Pélican (Depuis 2013)
Pierre le Pélican est la nouvelle mascotte de l'équipe depuis 2013. Jugé trop terrifiant il change d'apparence en janvier 2014.

### Maillots
Depuis que Nike fournit l'ensemble des tenues aux équipes de NBA, en 2017, les maillots « domicile » et « extérieur » ont été remplacés par une collection plus fournie, pouvant servir aussi bien en déplacement qu'à domicile, portant les noms « association », « icon », « statement » et « city », et pour certaines équipes en plus une version « classic » reprenant le design d'anciens maillots. Les équipes qualifiées pour les playoffs 2019 se sont vues dotées d'une tenue supplémentaire, dénommée « earned ».

### Logos

Logo de 2013 à 2023
Logo depuis 2023

## Chronologie
Légende : G : Matchs gagnés ; P : Matchs Perdus ; % : Pourcentage de victoires
| Saison                                       | G   | P   | %    | Entraîneur                       | Playoffs                           | Confrontations                                            | Résultats                                                                                 |
| -------------------------------------------- | --- | --- | ---- | -------------------------------- | ---------------------------------- | --------------------------------------------------------- | ----------------------------------------------------------------------------------------- |
| Hornets de La Nouvelle-Orléans               |     |     |      |                                  |                                    |                                                           |                                                                                           |
| 2002-2003                                    | 47  | 35  | 57,3 | Paul Silas                       | 1er tour                           | Philadelphie 4, Nlle-Orléans 2                            | 98-90, 90-85, 85-99, 96-87, 91-93, 107-103                                                |
| 2003-2004                                    | 41  | 41  | 50,0 | Tim Floyd                        | 1er tour                           | Miami 4, Nlle-Orléans 3                                   | 81-79, 93-63, 71-77, 85-96, 87-83, 83-89, 85-77                                           |
| 2004-2005                                    | 18  | 64  | 22,0 | Byron Scott                      |                                    |                                                           |                                                                                           |
| Hornets de La Nouvelle-Orléans/Oklahoma City |     |     |      |                                  |                                    |                                                           |                                                                                           |
| 2005-2006                                    | 38  | 44  | 46,3 | Byron Scott                      |                                    |                                                           |                                                                                           |
| 2006-2007                                    | 39  | 43  | 47,6 | Byron Scott                      |                                    |                                                           |                                                                                           |
| Hornets de La Nouvelle-Orléans               |     |     |      |                                  |                                    |                                                           |                                                                                           |
| 2007-2008                                    | 56  | 26  | 68,3 | Byron Scott                      | 1er tour Demi-finale de conférence | Nlle-Orléans 4, Dallas 1 San Antonio 4, Nlle-Orléans 3    | 104-92, 127-103, 87-97, 97-84, 99-94 82-104, 84-102, 110-99, 100-80, 79-101, 99-80, 91-82 |
| 2008-2009                                    | 49  | 33  | 59,8 | Byron Scott                      | 1er tour                           | Denver 4, Nlle-Orléans 1                                  | 113-84, 108-93, 93-95, 121-63, 107-86                                                     |
| 2009-2010                                    | 37  | 45  | 45,1 | Byron Scott 3-6 Jeff Bower 34-39 |                                    |                                                           |                                                                                           |
| 2010-2011                                    | 46  | 36  | 56,1 | Monty Williams                   | 1er tour                           | Lakers de LA 4, Nlle-Orléans 2                            | 100-109, 87-78, 100-86, 88-93, 106-90, 98-80                                              |
| 2011-2012                                    | 21  | 45  | 31,8 | Monty Williams                   |                                    |                                                           |                                                                                           |
| 2012-2013                                    | 27  | 55  | 32,9 | Monty Williams                   |                                    |                                                           |                                                                                           |
| Pelicans de La Nouvelle-Orléans              |     |     |      |                                  |                                    |                                                           |                                                                                           |
| 2013-2014                                    | 34  | 48  | 41,5 | Monty Williams                   |                                    |                                                           |                                                                                           |
| 2014-2015                                    | 45  | 37  | 54,9 | Monty Williams                   | 1er tour                           | Golden State 4, Nlle-Orléans 0                            | 106-99, 97-87, 123-119 (OT), 109-98                                                       |
| 2015-2016                                    | 30  | 52  | 36,6 | Alvin Gentry                     |                                    |                                                           |                                                                                           |
| 2016-2017                                    | 34  | 48  | 41,5 | Alvin Gentry                     |                                    |                                                           |                                                                                           |
| 2017-2018                                    | 48  | 34  | 58,5 | Alvin Gentry                     | 1er tour Demi-finale de conférence | Nlle-Orléans 4, Portland 0 Golden State 4, Nlle-Orléans 1 | 97-95, 111-102, 119-102, 131-123 123-101, 121-16, 100-119, 118-92, 113-104                |
| 2018-2019                                    | 33  | 49  | 40,2 | Alvin Gentry                     |                                    |                                                           |                                                                                           |
| 2019-2020                                    | 30  | 42  | 41,7 | Alvin Gentry                     |                                    |                                                           |                                                                                           |
| 2020-2021                                    | -   | -   | -    | Stan Van Gundy                   |                                    |                                                           |                                                                                           |
| Saison régulière                             | 673 | 777 | 46,7 |                                  |                                    |                                                           |                                                                                           |
| Playoffs                                     | 20  | 29  | 46,5 |                                  |                                    |                                                           |                                                                                           |

## Meilleurs marqueurs de l'histoire de la franchise
| Place                                                                                        | Nom du joueur               | Pays       | Points |
| -------------------------------------------------------------------------------------------- | --------------------------- | ---------- | ------ |
| 1re                                                                                          | Anthony Davis 2012 - 2019   | États-Unis | 11 059 |
| 2e                                                                                           | David West 2003 - 2011      | États-Unis | 8 690  |
| 3e                                                                                           | Chris Paul 2005 - 2011      | États-Unis | 7 936  |
| 4e                                                                                           | Jrue Holiday 2013 - 2020    | États-Unis | 7 321  |
| 5e                                                                                           | Brandon Ingram 2019 - 2025  | États-Unis | 7 017  |
| 6e                                                                                           | Ryan Anderson 2012 - 2016   | États-Unis | 3 702  |
| 7e                                                                                           | Zion Williamson 2019 -      | États-Unis | 3 614  |
| 8e                                                                                           | Eric Gordon 2011 - 2016     | États-Unis | 3 390  |
| 9e                                                                                           | P. J. Brown 2002 - 2006     | États-Unis | 3 231  |
| 10e                                                                                          | Peja Stojaković 2006 - 2010 | Serbie     | 3 135  |
| Dernière mise à jour : 12 janvier 2024 En gras : Joueurs évoluant toujours dans la franchise |                             |            |        |

## Palmarès
- Champion de la Division Sud-Ouest (1) : 2008.

## Distinctions individuelles
Rookie of the Year
- Chris Paul - 2006

MVP du All-Star Game
- Anthony Davis - 2017

Entraîneur de l'Année
- Byron Scott - 2008

All-NBA First Team
- Chris Paul - 2008
- Anthony Davis - 2015

All-NBA Second Team
- Chris Paul - 2009

All-NBA Third Team
- Jamal Mashburn - 2003
- Baron Davis - 2004
- Chris Paul - 2011

All-Defensive First Team
- Chris Paul - 2009

All-Defensive Second Team
- Chris Paul - 2011
- Anthony Davis - 2015

All-Rookie First Team
- Chris Paul - 2006
- Darren Collison - 2010
- Anthony Davis - 2013

All-Rookie Second Team
- Marcus Thornton - 2010

## Records de la franchise
Les records individuels pour la franchise sont :
- Meilleur marqueur : Anthony Davis (11059 points).
- Meilleur passeur : Chris Paul (4228 passes décisives).
- Meilleur rebondeur : Anthony Davis (4906 rebonds).
- Meilleur contreur : Anthony Davis (1121 contres).
- Meilleur intercepteur : Chris Paul (1010 interceptions).
- Matchs joués : David West (554 matchs joués).

Dernière mise à jour : le 11 avril 2019.

## Maillots retirés
- 7 - Pete Maravich, retiré à l'occasion du premier match des Hornets à La Nouvelle-Orléans en honneur à sa contribution à l'université de Lousiana State et au Jazz de La Nouvelle-Orléans.